# Bo Inge Andersson
Ej att förväxla med Bo Andersson (företagsledare).
Bo Inge Andersson, född 20 maj 1949 i Klippan, Kristianstads län, är en svensk journalist.
Han blev fil. mag. 1971 och var anställd som amanuens och tillförordnad universitetslektor i tyska vid Lunds universitet mellan 1971 och 1976.
Han var journalist vid tidningen Arbetet mellan 1966 och 1979, bland annat som korrespondent i Bonn åren 1976–1979. Därefter arbetade han som utrikesredaktör vid LO-tidningen mellan 1979 och 1981. År 1981 anställdes han som utrikesjournalist vid Sveriges Television, där han bland annat har varit korrespondent i Bonn 1985–89 och utrikeschef i nyhetsprogrammet Rapport 1994–2000. År 2000 tillträdde han som utrikeskommentator i Rapport.